# 115ª Brigata meccanizzata
La 115ª Brigata meccanizzata autonoma (in ucraino 115-та окрема механізована бригада?, 115-ta okrema mechanizovana bryhada, unità militare A4053) è un'unità di fanteria meccanizzata delle Forze terrestri ucraine con base a Hlobyne.

## Storia
La brigata è stata formata nell'oblast' di Čerkasy il 1º marzo 2022, in seguito all'invasione russa dell'Ucraina, e assegnata al colonnello Ihor Ivanov, ex comandante della 56ª Brigata motorizzata.  A differenza della quasi totalità delle brigate meccanizzate ucraine, la 115ª non è stata inizialmente equipaggiata con carri armati ed è quindi stata priva del battaglione corazzato per i primi due anni di guerra.
Fra aprile e giugno è stata schierata sulla linea del fronte in Donbass, partecipando alla difesa delle città di Sjevjerodonec'k e Lysyčans'k. Nei mesi successivi è rimasta dispiegata nell'Ucraina orientale: a settembre si trovava nell'area di Sivers'k, ad ottobre è stata schierata a Bachmut insieme alla 110ª Brigata meccanizzata, mentre in autunno è stata trasferita a difesa della città di Avdiïvka. In questa posizione è stata poi sostituita dalla 110ª, e all'inizio del 2023 si trovava in riserva nelle retrovie, presso Kostjantynivka. Durante la prima parte dell'anno la brigata non è più stata impiegata al fronte, addestrando invece il personale e riorganizzandosi. A settembre 2023 la brigata è stata trasferita nel settore di Kup"jans'k. Qui a metà ottobre ha respinto un assalto russo verso Syn'kivka, contrattaccando in seguito e liberando alcune posizioni.
Nella primavera del 2024 elementi della brigata sono stati trasferiti sul fronte di Pokrovs'k, dove hanno sostituito la 23ª Brigata meccanizzata presso Novokalynove, schierando inizialmente il 1º Battaglione, rinforzato dal 2º Battaglione il 12 aprile. Il 20 aprile le truppe russe hanno sfruttato con successo una rotazione ucraina sulla linea del fronte per prendere d'assalto il villaggio di Očeretyne, temporaneamente difeso soltanto dal 59º Battaglione della 104ª Brigata di difesa territoriale. Il successivo contrattacco della 47ª Brigata meccanizzata da sud e della 115ª da nord non è stato sufficiente a stabilizzare la situazione, e la 30ª Brigata fucilieri motorizzata è riuscita ad occupare il centro abitato. Nei giorni seguenti la brigata ha continuato a combattere per la difesa dell'area a nord di Očeretyne contro la 132ª e la 15ª Brigata fucilieri motorizzata. Successivamente si è scontrata con il 433º Reggimento della 27ª Divisione fucilieri motorizzata presso Archanhel's'ke.
Alla fine di maggio 2024 la brigata è stata per la prima volta dotata di un reparto corazzato dopo oltre due anni dalla sua creazione. A giugno è stata trasferita sul fronte di Svatove, dove alla fine di settembre è stata impiegata insieme alla 110ª Brigata di difesa territoriale per contrastare la penetrazione russa nell'area del villaggio di Piščane in direzione del fiume Oskol, effettuata dai reparti della 2ª Divisione fucilieri motorizzata e della 4ª Divisione corazzata. Intorno al 23 ottobre le forze russe hanno raggiunto l'Oskol all'altezza di Kruhljakivka, conquistando l'insediamento e costringendo la brigata a ritirarsi verso nord.

## Struttura
- Comando di brigata[22]
- 1º Battaglione meccanizzato
- 2º Battaglione meccanizzato
- 3º Battaglione meccanizzato
- 44º Battaglione fucilieri (Kiev, unità militare A4049)[23][24]
- Battaglione corazzato (T-64BV)
- Battaglione sistemi senza pilota "Pathfinder"
- Gruppo d'artiglieria
  - Batteria acquisizione obiettivi
  - Battaglione artiglieria campale (D-30)
  - Battaglione artiglieria semovente (2S1 Gvozdika)
  - Battaglione artiglieria lanciarazzi (BM-21 Grad)
  - Battaglione artiglieria controcarri (MT-12 Rapira)
- Battaglione artiglieria missilistica contraerei
- Battaglione genio
- Battaglione manutenzione
- Battaglione logistico
- Compagnia ricognizione
- Compagnia cecchini
- Compagnia guerra elettronica
- Compagnia comunicazioni
- Compagnia radar
- Compagnia difesa NBC
- Compagnia medica

## Simboli
Lo stemma della brigata è realizzato su fondo porpora, il colore delle Forze terrestri ucraine. Al centro si trova una croce cosacca dorata con lingue di fuoco, elementi araldici del distretto di Zolotonoša dove ha sede l'unità, sormontata da due sciabole incrociate, le quali simboleggiano il successo militare e la prontezza a difendere la madrepatria.

## Comandanti
- Colonnello Ihor Ivanov (2022 - 2023)[26]
- Tenente colonnello Denys Bilyk (2024 - in carica)[27]